# Gouvernement Virolainen
République de Finlande
Lehto Paasio I 
Le gouvernement Virolainen est le 49ème gouvernement de la République de Finlande, qui a siégé 623 jours du 12 septembre 1964 au 27 mai 1966.

## Composition
| Ministre                                                        | Période             | Parti | Parti |
| --------------------------------------------------------------- | ------------------- | ----- | ----- |
| Premier ministre Johannes Virolainen                            | 12.9.1964 27.5.1966 |       | ML    |
| Ministre des Affaires étrangères Ahti Karjalainen               | 12.9.1964 27.5.1966 |       | ML    |
| Ministre de la Justice J. O. Söderhjelm                         | 12.9.1964 27.5.1966 |       | RKP   |
| Ministre de l'Intérieur Niilo Ryhtä                             | 12.9.1964 27.5.1966 |       | ML    |
| Ministre de la Défense Arvo Pentti                              | 12.9.1964 27.5.1966 |       | ML    |
| Ministre des Finances Esa Kaitila                               | 12.9.1964 27.5.1966 |       | KP    |
| Vice-Ministre des Finances Erkki Huurtamo                       | 12.9.1964 27.5.1966 |       | Kok   |
| Ministre de l'Éducation Jussi Saukkonen                         | 12.9.1964 27.5.1966 |       | Kok   |
| Ministre de l'Agriculture Mauno Jussila                         | 12.9.1964 27.5.1966 |       | ML    |
| Vice-Ministre de l'Agriculture Marja Lahti                      | 12.9.1964 27.5.1966 |       | ML    |
| Ministre des Transports et des Travaux publics Grels Teir       | 12.9.1964 27.5.1966 |       | RKP   |
| Vice-Ministre des Transports et des Travaux publics Esa Timonen | 12.9.1964 27.5.1966 |       | ML    |
| Ministre du Commerce et de l'Industrie Toivo Wiherheimo         | 12.9.1964 27.5.1966 |       | Kok   |
| Ministre des Affaires sociales Juho Tenhiälä                    | 12.9.1964 27.5.1966 |       | KP    |
| Vice-Ministre des Affaires sociales Kaarle Sorkio               | 12.9.1964 27.5.1966 |       | amm.  |